# Municipio de Greenland (Míchigan)
El municipio de Greenland (en inglés: Greenland Township) es un municipio ubicado en el condado de Ontonagon en el estado estadounidense de Míchigan. En el año 2010 tenía una población de 792 habitantes y una densidad poblacional de 2,7 personas por km².

## Geografía
El municipio de Greenland se encuentra ubicado en las coordenadas 46°47′45″N 89°3′53″O / 46.79583, -89.06472. Según la Oficina del Censo de los Estados Unidos, el municipio tiene una superficie total de 293.15 km², de la cual 293,15 km² corresponden a tierra firme y (0 %) 0 km² es agua.

## Demografía
Según el censo de 2010, había 792 personas residiendo en el municipio de Greenland. La densidad de población era de 2,7 hab./km². De los 792 habitantes, el municipio de Greenland estaba compuesto por el 98,86 % blancos, el 0,63 % eran amerindios, el 0,13 % eran asiáticos y el 0,38 % eran de una mezcla de razas. Del total de la población el 0,25 % eran hispanos o latinos de cualquier raza.